# Seznam škol a školských zařízení brněnské diecéze
Seznam škol a školských zařízení, která na území brněnské diecéze zřizuje či dozoruje římskokatolická církev, jakož i jiných zřizovatelů, pokud podporují náboženskou orientaci dané školy.

## Mateřské školy
- Mateřská škola Jabula (Moravské Budějovice, zřizovatel: Biskupství brněnské)[1]

## Základní školy
- Cyrilometodějská církevní základní škola (Brno, Česká provincie Kongregace sester sv. Cyrila a Metoděje)
- Křesťanská základní škola Jihlava (zřizovatel: Biskupství brněnské)
- Základní umělecká škola varhanická Brno (zřizovatel: Jihomoravský kraj)

## Střední školy
- Biskupské gymnázium Brno (zřizovatel: Biskupství brněnské)
- Biskupské gymnázium Žďár nad Sázavou (zřizovatel: Náboženské společenství Adolfa Kolpinga)
- Církevní střední zdravotnická škola Grohova (Brno, zřizovatel: Kongregace Milosrdných sester III. řádu sv. Františka pod ochranou Svaté Rodiny v Brně)
- Cyrilometodějské gymnázium a střední odborná škola pedagogická Brno, (zřizovatel: Česká provincie Kongregace sester sv. Cyrila a Metoděje)
- Dívčí katolická střední škola Modřice
- Katolické gymnázium Třebíč (zřizovatel: Biskupství brněnské)
- Střední odborná škola sociální U Matky Boží (Jihlava, zřizovatel: Biskupství brněnské)
- Střední škola gastronomická Adolfa Kolpinga (Žďár nad Sázavou, zřizovatel: Náboženské společenství Adolpha Kolpinga)

## Ostatní školská zařízení
- Církevní domov mládeže Petrinum (Brno, Biskupství brněnské)
- Církevní domov mládeže Svaté Rodiny (Brno, zřizovatel: Kongregace Milosrdných sester III. řádu sv. Františka pod ochranou Svaté Rodiny v Brně)
- Domov svaté Zdislavy (Brno, zřizovatel: Česká kongregace sester dominikánek)
- Salesiánské středisko mládeže - dům dětí a mládeže Brno-Líšeň (zřizovatel: Salesiáni Dona Boska)
- Salesiánské středisko mládeže - dům dětí a mládeže Brno-Žabovřesky (zřizovatel: Salesiáni Dona Boska)